# دالاس روبرتس
دالاس روبرتس (بالإنجليزية: Dallas Roberts)‏ ممثل أمريكي مواليد 10 مايو 1970 في هيوستن، تكساس، الولايات المتحدة، تم انتقل إلى ساراسوتا بولاية فلوريدا، حيث تخرج من ساراسوتا في مدرسة ثانوية في عام 1988 تم قبول روبرتس إلى مدرسة جوليارد في مدينة نيويورك، حيث تخرج في عام 1994 شعبة الدراما في المجموعة 23. بدأ مسيرته الفنية عام 1995. سكن في مدينة نيويورك، حيث كان يظهر بانتظام في العروض المسرحية. . في الموسيقى الهادئة آدم راب، والذي كان رشح لجائزة مكتب الدراما. للعب في الموسم الثالث من المسلسل التلفزيوني الرعب بعد المروع من الإلامة السير على الخط كلمة إل الموتى السائرون نادي دالاس للمشترين الرمادي و عمل فيلم مع مايكل كننغهام في نهاية العالم قام ببطولة سلسلة AMC روبيكون الأصلي كما مايلز فيدلر، وهو محلل استخبارات في عبقرية فكرية الوطني .

## الأعمال

### أفلام
- السير على الخط
- كلمة إل
- الموتى السائرون
- نادي دالاس للمشترين
- الرمادي
- المصنع
- لا ينسي
- نادي دالاس للمشترين[1]

## روابط خارجية
- دالاس روبرتس على موقع IMDb (الإنجليزية)
- دالاس روبرتس على موقع ألو سيني (الفرنسية)
- دالاس روبرتس على موقع أول موفي (الإنجليزية)
- دالاس روبرتس على موقع قاعدة بيانات برودواي على الإنترنت (الإنجليزية)
- دالاس روبرتس على موقع قاعدة بيانات الأفلام السويدية (السويدية)
- دالاس روبرتس على موقع إن إن دي بي (الإنجليزية)
- دالاس روبرتس على موقع قاعدة بيانات الفيلم (الإنجليزية)
- دالاس روبرتس على موقع كينوبويسك (الروسية)